# Warren the Ape
Warren the Ape est une parodie d'émission de téléréalité MTV qui a été diffusée du 14 juin au 30 août 2010 à 22h30. La série est un spin-off de l'émission d'IFC et de la Fox Greg the Bunny, et suit la vie du personnage-titre, alors qu'il tente de se remettre sur pied après l'annulation de Greg the Bunny.
Warren a accordé plus d'attention à la drogue, à l'alcool et aux femmes qu'à sa carrière, qui a dégénéré en une série de films d'exploitation minables, d'obscures sponsorisations, de productions théâtrales à petit budget et d'une série regrettable de films érotiques. Avec l'aide de son addictologue, le Dr Drew Pinsky, Warren essaie (et échoue souvent) de se racheter, de réparer ses relations et de revenir sous les projecteurs d'Hollywood.
La série a été créée par Sean Baker, Spencer Chinoy et Dan Milano, et est produite en association avec MTV, Freestyle Entertainment et Picture Shack Entertainment.
Le 19 novembre 2010, le site officiel de Greg the Bunny/Warren the Ape a confirmé qu'il n'y aurait pas de saison 2, et l'émission a été annulée.

## Histoire
Greg the Bunny était une franchise qui a commencé avec Junktape, une émission bihebdomadaire sur la télévision par câble créée par Sean Baker, Spencer Chinoy et Dan Milano . L'émission a été diffusée sur le Manhattan Neighborhood Network de New York, le lundi soir à 23h30. Warren n'est pas apparu sur Junktape, mais lorsque le personnage principal de la série, Greg the Bunny, a attiré l'attention de l'Independent Film Channel (IFC) et a été embauché pour présenter leurs films indépendants, les créateurs ont réalisé qu'ils avaient besoin de quelqu'un d'un peu plus intellectuel pour présenter leurs questions. C'est ainsi que Warren "The Ape" DeMontague est né.
The Greg the Bunny Show sur IFC a suivi Greg, Warren et d'autres personnages présentant des films indépendants via une série de parodies de marionnettes. Warren et Greg ont tous deux été interprétés et doublés par Dan Milano.
Warren et Greg sont ensuite passés à Fox TV dans leur plus importante version à ce jour. L'émission Fox a fait ses débuts en mars 2002 et son dernier épisode a été diffusé en août 2002, avec deux épisodes non diffusés. Malgré sa brève diffusion, la série a acquis un statut culte et est sortie en DVD en 2004.
En août 2005, Warren the Ape et Greg the Bunny sont revenus à l'IFC, dans une série de segments brefs, anciens et nouveaux, parodiant des films tels que Annie Hall, Miller's Crossing, Barton Fink, Fargo, Blue Velvet, Easy Rider et Pulp-Fiction. Le casting de ces segments comprend principalement les marionnettes de Greg et Warren DeMontague, avec des apparitions de Frederick "Count" Blah, de l'agent de marionnettes Pal Friendlies et de The Wumpus. Tardy the Turtle et Susan the Monster n'ont pas pu apparaître sur IFC car ils ont été créés uniquement pour la série Fox. Cette version a duré deux saisons et est également disponible en DVD.

## Personnages
- Warren DeMontague (doublé par Dan Milano ) est le personnage principal de la série, un acteur de théâtre vétéran essayant de se faire un nouveau nom tout en ayant plusieurs problèmes de consommation de substance. Souvent ivre et rarement préparé, Warren essaie désespérément de se donner un air digne (tout en portant un casque ridicule).
- Le Dr Drew Pinsky (lui-même) est le thérapeute de Warren à qui Warren rend visite pour le tenir au courant de ses progrès.
- Cecil Greenblatt (joué par Josh Sussman ) est l'assistant personnel de Warren qu'il insulte régulièrement, et lui sert également de chauffeur.
- Raquel (jouée par Mary K. DeVault) est la "petite amie" de Warren.
- Laura (jouée par Laura Kachergus) est le chef du groupe AA de Warren, qui a peu de patience pour les sorties perturbatrices de Warren.
- Greg the Bunny est un personnage secondaire, le personnage principal de Greg the Bunny. Il sert principalement de ressort comique, et des blagues sont faites à ses dépens (en particulier par Warren) sur le fait qu'il ne peut pas agir et qu'il est juste là pour avoir l'air mignon.
- Seth Green a joué Jimmy Bender sur la version Fox de Greg the Bunny, en voulant à Warren pour avoir couché avec sa petite amie. À la suite des efforts de Warren pour arranger les choses entre eux, ce qui l'a amené à avoir accidentellement des relations sexuelles avec Clare Grant, Seth a fini par être gravement hospitalisé lorsqu'il a été accidentellement heurté par la voiture de Cecil. Au moment où Warren lui rend visite pour emprunter de l'argent, Seth parvient à retrouver l'usage de sa main gauche pour faire un geste de refus.
- Sarah Silverman est l'une des anciennes co-stars de Warren, elle déteste Warren pour une raison inconnue et change de numéro pour s'éloigner de lui. Lorsque Warren est arrivé dans son studio pour emprunter de l'argent, elle a explosé de rage jusqu'à ce que Warren la séduise et qu'ils aient des relations sexuelles agressives. Mais ce faisant, Warren a diffusé leur scène de sexe, bien qu'à peine filmée de l'extérieur du bâtiment, à la télévision en direct tout en oubliant l'argent dans le feu de l'action.

## Apparitions dans d'autres émissions
Warren the Ape a été invité sur Talk Soup, qui a été diffusé en 2002. Dans celui-ci, Warren apparaît aux côtés de l'animatrice invitée Sarah Silverman.